# Warren Bruce Rudman
Warren Bruce Rudman (ur. 18 maja 1930 w Bostonie, zm. 19 listopada 2012 w Waszyngtonie) – amerykański polityk związany z Partią Republikańską.
W latach 1980–1993 reprezentował stan New Hampshire w Senacie Stanów Zjednoczonych.